# Belgische Euromünzen
Die belgischen Euromünzen sind die in Belgien in Umlauf gebrachten Euromünzen der gemeinsamen europäischen Währung Euro. Am 1. Januar 1999 trat Belgien der Eurozone bei, womit die Einführung des Euros als zukünftiges Zahlungsmittel gültig wurde.

## Umlaufmünzen
Alle Münzen wurden bis 2017 in der Monnaie Royale de Belgique / Koninklijke Munt van België / Königlichen Belgischen Münzprägeanstalt in Brüssel geprägt, seit 2018 werden sie in der niederländischen Prägestätte Koninklijke Nederlandse Munt in Utrecht gefertigt.

### Erste Prägeserie (1999–2007)
Alle acht Münzen haben das gleiche Motiv: das Porträt von König Albert II. und sein königliches Monogramm. Das Design enthält auch die zwölf Sterne der EU und das Prägejahr. Wie die meisten Euroländer prägte Belgien bereits ab 2007 seine Euromünzen mit der neu gestalteten Vorderseite (neue Europakarte). Der Entwurf der Bildseite stammt von Jan Alfons Keustermans.
| 0,01 €                                    | 0,02 €                                    | 0,05 €                                                                                           |
| ----------------------------------------- | ----------------------------------------- | ------------------------------------------------------------------------------------------------ |
| 1 Cent 1. Serie                           | 2 Cent 1. Serie                           | 5 Cent 1. Serie                                                                                  |
| Abbildung und Monogramm König Alberts II. |                                           |                                                                                                  |
| 0,10 €                                    | 0,20 €                                    | 0,50 €                                                                                           |
| 10 Cent 1. Serie                          | 20 Cent 1. Serie                          | 50 Cent 1. Serie                                                                                 |
| Abbildung und Monogramm König Alberts II. |                                           |                                                                                                  |
| 1,00 €                                    | 2,00 €                                    | Rand der 2-€-Münze                                                                               |
| 1 Euro 1. Serie                           | 2 Euro 1. Serie                           |                                                                                                  |
| Abbildung und Monogramm König Alberts II. | Abbildung und Monogramm König Alberts II. | Sechsmal abwechselnd die Zahl 2 und ★ ★ (zwei Sterne), abwechselnd aufrecht und um 180° gedreht. |

### Zweite Prägeserie (2008)
Bereits 2007 hatte Belgien die neu gestaltete gemeinsame Vorderseite (neue Europakarte) auf seine Münzen geprägt. 2008 begann Belgien mit der von der EU angeregten Neugestaltung der Euromünzen. Die nationale Seite der Münzen der zweiten Prägeserie 2008 unterscheiden sich von denen der ersten durch folgende Details: Das Porträt von König Albert II. wurde aktualisiert und rechts davon befinden sich sein Monogramm sowie das Landeskennzeichen BE. Die Jahreszahl steht nun unterhalb des Porträts, zusammen mit dem Zeichen der belgischen Prägestätte in Brüssel – Erzengel Michael mit einem Kreuz als Helmzier – und einer Waage für den Münzmeister Romain Coenen. Der Entwurf der zweiten Prägeserie stammt von Luc Luycx. Unterschiede in der Gestaltung sind am Wangenknochen sowie am Haarwirbel neben der Stirn des Königs zu erkennen.

### Dritte Prägeserie (2009–2013)
Für die Prägungen 2009–2013 wurde das Porträt von König Albert II. noch einmal verändert, und zwar wurde wieder, wie bei der ersten Prägeserie, der Entwurf von Jan Alfons Keustermans verwendet. Nach den am 19. Dezember 2008 von der Kommission der Europäischen Gemeinschaften für die nationalen Seiten von Euro-Umlaufmünzen empfohlenen Leitlinien ist es gestattet, Münzmotive, die das Staatsoberhaupt darstellen, alle fünfzehn Jahre zu aktualisieren, um Änderungen im Erscheinungsbild des Staatsoberhaupts Rechnung zu tragen. Der neuen Leitlinie nach kam die Aktualisierung 2008 jedoch zu früh und war deshalb zu revidieren. Die übrigen Änderungen der Neugestaltung von 2008 wurden dagegen beibehalten.
| Version 1999–2007 | Version 2008 | Version 2009–2013 |
|                   |              |                   |

Das Amt des Münzmeisters hatte 2009 bis 2012 Serge Lesens inne, so dass die Kursmünzen von 2010 bis 2012 eine Feder als sein Münzmeisterzeichen tragen. Ab 2013 wird nun eine Katze für den amtierenden Münzmeister Bernard Gillard auf die Münzen geprägt.

### Vierte Prägeserie (seit 2014)
Seit Albert II. am 21. Juli 2013 abgedankt hat, ist sein Sohn Philippe König der Belgier.
| 0,01 €                                  | 0,02 €                                  | 0,05 €                                                                                           |
| --------------------------------------- | --------------------------------------- | ------------------------------------------------------------------------------------------------ |
| 1 Cent 3. Serie                         | 2 Cent 3. Serie                         | 5 Cent 3. Serie                                                                                  |
| Abbildung und Monogramm König Philippes |                                         |                                                                                                  |
| 0,10 €                                  | 0,20 €                                  | 0,50 €                                                                                           |
| 10 Cent 3. Serie                        | 20 Cent 3. Serie                        | 50 Cent 3. Serie                                                                                 |
| Abbildung und Monogramm König Philippes |                                         |                                                                                                  |
| 1,00 €                                  | 2,00 €                                  | Rand der 2-€-Münze                                                                               |
| 1 Euro 3. Serie                         | 2 Euro 3. Serie                         |                                                                                                  |
| Abbildung und Monogramm König Philippes | Abbildung und Monogramm König Philippes | Sechsmal abwechselnd die Zahl 2 und ★ ★ (zwei Sterne), abwechselnd aufrecht und um 180° gedreht. |

#### 1- und 2-Cent-Münzen
Seit 1. Dezember 2019 gilt in Belgien ein Gesetz, welches Geschäfte dazu verpflichtet, Beträge auf 5 Cent genau zu runden. Damit sollen die 1- und 2-Cent Münzen überflüssig gemacht werden, da diese höhere Beschaffungskosten als Wert haben. Als Zahlungsmittel akzeptiert sind sie aber weiterhin. Ähnliche Regeln gelten bereits u. a. in den Niederlanden und Finnland.

## 2-Euro-Gedenkmünzen
| Nr. | Bild | Ausgabedatum Bildreferenz | Anlass                                                                                      | Amtsblatt Referenz | Auflage   |
| --- | ---- | ------------------------- | ------------------------------------------------------------------------------------------- | ------------------ | --------- |
| 1   |      | 20. Mai 2005              | Belgisch-Luxemburgische Wirtschaftsunion                                                    | [ 12 ] [ 13 ]      | 6.023.000 |
| 2   |      | 10. April 2006            | Wiedereröffnung des Atomiums in Brüssel                                                     | [ 15 ] [ 16 ]      | 5.023.000 |
| 3   |      | 26. März 2007             | 50. Jahrestag der Unterzeichnung des Vertrags von Rom Euro-13-Gemeinschaftsausgabe          | [ 18 ] [ 19 ]      | 5.040.000 |
| 4   |      | 30. Mai 2008              | 60. Jahrestag der Allgemeinen Erklärung der Menschenrechte                                  | [ 21 ] [ 22 ]      | 5.018.000 |
| 5   |      | 27. Januar 2009           | Zehnjähriges Bestehen der Wirtschafts- und Währungsunion (WWU) Euro-16-Gemeinschaftsausgabe | [ 24 ] [ 25 ]      | 5.012.000 |
| 6   |      | 25. September 2009        | 200. Geburtstag Louis Brailles                                                              | [ 27 ] [ 28 ]      | 5.013.500 |
| 7   |      | 11. Juni 2010             | Belgische EU-Ratspräsidentschaft 2010                                                       | [ 30 ] [ 31 ]      | 5.012.000 |
| 8   |      | 3. Mai 2011               | 100. Internationaler Frauentag                                                              | [ 33 ] [ 34 ]      | 5.013.500 |
| 9   |      | 30. Januar 2012           | 10. Jahrestag der Einführung des Euro-Bargelds Euro-17-Gemeinschaftsausgabe                 | [ 36 ] [ 37 ]      | 5.022.000 |
| 10  |      | 6. Juni 2012              | 75 Jahre Königin-Elisabeth Internationaler Musik-Wettbewerb                                 | [ 39 ] [ 40 ]      | 5.013.000 |
| 11  |      | 18. September 2013        | 100 Jahre Königliches Meteorologisches Institut von Belgien                                 | [ 42 ] [ 43 ]      | 2.010.000 |
| 12  |      | 12. Mai 2014              | Jahrhundertgedenken an den Ersten Weltkrieg                                                 | [ 45 ] [ 46 ]      | 1.712.000 |
| 13  |      | 18. September 2014        | 150 Jahre Belgisches Rotes Kreuz                                                            | 1                  | 0.287.500 |
| 14  |      | 17. September 2015        | 2015 – Europäisches Jahr der Entwicklung                                                    | [ 51 ] [ 52 ]      | 0.250.000 |
| 15  |      | 18. November 2015         | Dreißigjähriges Bestehen der EU-Flagge Euro-19-Gemeinschaftsausgabe                         | [ 54 ] [ 55 ]      | 0.412.500 |
| 16  |      | 24. März 2016             | Olympische Sommerspiele 2016 – Team Belgium                                                 | [ 57 ] [ 58 ]      | 0.375.000 |
| 17  |      | 25. Mai 2016              | Tag der vermissten Kinder                                                                   | [ 60 ] [ 61 ]      | 1.020.000 |
| 18  |      | 21. April 2017            | 200 Jahre Universität Lüttich                                                               | [ 63 ] [ 64 ]      | 0.200.000 |
| 19  |      | 29. September 2017        | 200 Jahre Universität Gent                                                                  | [ 66 ] [ 67 ]      | 0.225.000 |
| 20  |      | 19. Juni 2018             | 50. Jahrestag der Ereignisse vom Mai 1968 in Belgien                                        | [ 69 ] [ 70 ]      | 0.257.500 |
| 21  |      | 20. September 2018        | 50. Jahrestag des Abschusses des ESRO-2B-Satelliten (Iris 2)                                | [ 72 ] [ 73 ]      | 0.257.500 |
| 22  |      | 24. Januar 2019           | 450. Todestag Pieter Bruegel des Älteren                                                    | [ 75 ] [ 76 ]      | 0.155.000 |
| 23  |      | 9. Mai 2019               | 25. Gründungstag des Europäischen Währungsinstituts                                         | [ 78 ] [ 79 ]      | 0.155.000 |
| 24  |      | 5. März 2020              | Internationales Jahr der Pflanzengesundheit                                                 | [ 81 ] [ 82 ]      | 0.755.000 |
| 25  |      | 15. Oktober 2020          | Jan van Eyck                                                                                | [ 84 ] [ 85 ]      | 0.155.000 |
| 26  |      | 7. Juli 2021              | 100. Jahrestag der Unterzeichnung der Belgisch-Luxemburgischen Wirtschaftsunion             | [ 87 ] [ 88 ]      | 0.155.000 |
| 27  |      | 27. Oktober 2021          | 500. Jahrestag der Erstausgabe des Karlsguldens                                             | [ 91 ] [ 92 ]      | 0.155.000 |
| 28  |      | 11. Mai 2022              | Gesundheitswesen                                                                            | [ 94 ] [ 95 ]      | 2.155.000 |
| 29  |      | 1. Juli 2022              | 35 Jahre Erasmus-Programm Euro-19-Gemeinschaftsausgabe                                      | [ 97 ] [ 98 ]      | 1.000.000 |
| 30  |      | 20. Juni 2023             | Jugendstil in Brüssel                                                                       | [ 100 ] [ 101 ]    | 0.155.000 |
| 31  |      | 25. Oktober 2023          | 75 Jahre Frauenwahlrecht in Belgien                                                         | [ 103 ] [ 104 ]    | 0.130.000 |
| 32  |      | 15. Januar 2024           | EU-Ratspräsidentschaft                                                                      | [ 106 ] [ 107 ]    | 2.130.000 |
| 33  |      | 13. Mai 2024              | Kampf gegen den Krebs in Belgien                                                            | [ 108 ] [ 109 ]    | 2.130.000 |
| 34  |      | 23. Januar 2025           | Nationallotterie Belgien                                                                    | [ 110 ]            | 1.154.000 |
| 35  |      | 2025                      | Rennstrecke Spa-Francorchamps                                                               | [ 111 ]            |           |

## Sammlermünzen
Es folgt eine Auflistung aller Sammlermünzen Belgiens bis 2021.

### 2,5 Euro
| Thema der 2,5-Euro-Münze                                        | Ausgabedatum  | Auflage   |
| --------------------------------------------------------------- | ------------- | --------- |

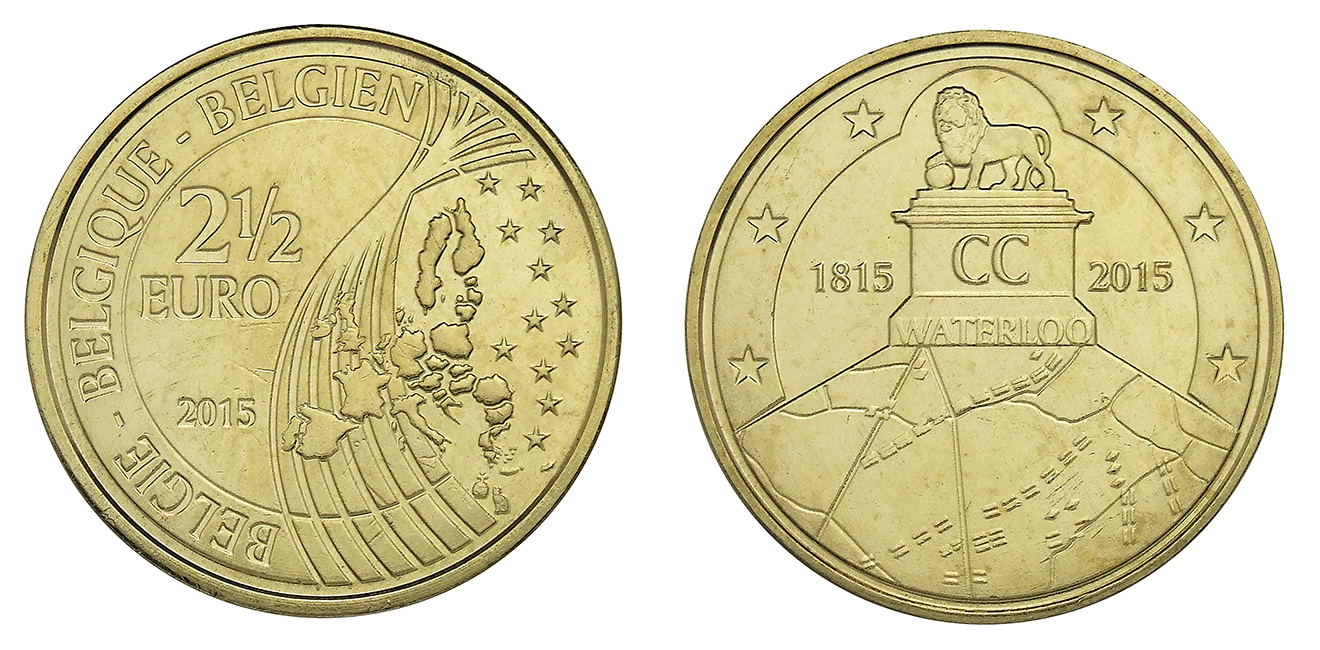
2½-Euro-Münze Waterloo von 2015

| Material: Messing – Durchmesser: 25,5 mm – Masse: 11 g          |               |           |
| 200 Jahre Schlacht von Waterloo                                 | 2015          | 0.100.000 |
| Material: Messing – Durchmesser: 25,65 mm – Masse: 10,5 g       |               |           |
| Red Devils                                                      | 2018          | 1.000.000 |
| 400 Jahre Berg der Barmherzigkeit                               | 2018          | 0.100.000 |
| 100 Jahre Gelbes Trikot – Tour de France 2019 in Brüssel        | 2019          | 0.120.000 |
| 400 Jahre Manneken Pis                                          | 2019          | 0.240.000 |
| 100 Jahre Olympische Sommerspiele 1920 in Antwerpen             | 2020          | 00.25.000 |
| 100 Jahre Olympische Sommerspiele 1920 in Antwerpen (Farbmünze) | 2020          | 00.25.000 |
| 75 Jahre Frieden und Freiheit in Europa                         | 2020          | 00.50.000 |
| Jubiläum – Immaterielles Erbe der belgischen Bierkultur         | 2021          | 00.12.500 |
| UEFA-Fußball-Europameisterschaft 2021                           | 2021          | 00.50.000 |
| 100 Jahre Vogelschutz in Belgien                                | 3. Juni 2022  | 00.25.500 |
| 20 Jahre Euro                                                   | 28. Juni 2022 | 00.25.000 |
| Fahrraderlebnis in Belgien                                      | 29. März 2023 | 00.22.500 |
| Belgische Festivalkultur                                        | Juni 2023     | 00.27.500 |
| Die Biene in Belgien                                            | 15. Mai 2024  | 00.12.500 |
| Das Jahr von James Ensor                                        | 15. Mai 2024  | 00.12.500 |
| Streetart                                                       | 2. Mai 2025   | 00.10.000 |
| 50 Jahre Europäische Weltraumorganisation                       | 25. Juni 2025 | 00.10.006 |

### 5 Euro
| Thema der 5-Euro-Münze                                                    | Ausgabedatum      | Auflage |
| ------------------------------------------------------------------------- | ----------------- | ------- |
| Material: 92,5 % Silber 7,5 % Kupfer – Durchmesser: 30 mm – Masse: 14,6 g |                   |         |
| 50 Jahre Schlümpfe                                                        | 15. Oktober 2008  | 018.000 |
| 50 Jahre Schlümpfe (Farbmünze)                                            | 15. Oktober 2008  | 007.000 |
| 175 Jahre Eisenbahn in Belgien                                            | Mai 2010          | 020.000 |
| 50. Todestag von Hélène Dutrieu – Erste belgische Pilotin                 | Oktober 2011      | 010.000 |
| 75 Jahre Spirou                                                           | 2013              | 002.500 |
| 75 Jahre Spirou (Farbmünze)                                               | 2013              | 002.500 |
| Higgs-Teilchen                                                            | 2014              | 010.000 |
| Marguerite De Riemaecker-Legot                                            | 2015              | 005.000 |
| 100. Todestag von Émile Verhaeren                                         | 2016              | 002.000 |
| 50 Jahre erste Herztransplantation                                        | 2017              | 005.000 |
| 60 Jahre Schlümpfe                                                        | 2018              | 006.250 |
| 60 Jahre Schlümpfe (Farbmünze)                                            | 2018              | 006.250 |
| 50 Jahre Mondlandung                                                      | 2019              | 005.000 |
| 185 Jahre Eisenbahn in Europa                                             | 2020              | 005.000 |
| 175. Geburtstag von Charles Van Depoele                                   | 2021              | 005.000 |
| Material: Kupfer-Nickel – Durchmesser: 30 mm – Masse: etwa 12,7 g         |                   |         |
| Mons – Kulturhauptstadt Europas                                           | 2015              | 015.000 |
| 50. Todestag von Georges Lemaître                                         | 2016              | 006.000 |
| 60 Jahre Gaston Lagaffe                                                   | 2017              | 007.500 |
| 100 Jahre Waffenstillstand                                                | 2018              | 100.000 |
| 90 Jahre Abenteuer von Tim und Struppi                                    | 2019              | 006.250 |
| 90 Jahre Abenteuer von Tim und Struppi (Farbmünze)                        | 2019              | 006.250 |
| 75 Jahre D-Day (Tag X)                                                    | 2019              | 012.500 |
| 75 Jahre Suske und Wiske                                                  | 2020              | 006.250 |
| 75 Jahre Suske und Wiske (Farbmünze)                                      | 2020              | 006.250 |
| XXXII. Olympische Sommerspiele 2020, Belgisches Olympiateam               | 2020              | 006.250 |
| XXXII. Olympische Sommerspiele 2020, Belgisches Olympiateam (Farbmünze)   | 2020              | 006.250 |
| 75 Jahre Blake-und-Mortimer-Comics                                        | 2021              | 007.500 |
| 75 Jahre Blake und Mortimer-Comics (Farbmünze)                            | 2021              | 007.500 |
| Europäisches Jahr der Schiene                                             | 2021              | 012.500 |
| 70 Jahre Marsupilami                                                      | 19. November 2022 | 007.500 |
| 70 Jahre Marsupilami (Farbmünze)                                          | 19. November 2022 | 007.500 |
| 85 Jahre Spirou und Fantasio                                              | Mai 2023          | 007.500 |
| 85 Jahre Spirou und Fantasio (Farbmünze)                                  | Mai 2023          | 007.500 |
| Lucky Luke                                                                | 9. Oktober 2024   | 007.500 |
| Lucky Luke (Farbmünze)                                                    | 9. Oktober 2024   | 007.500 |

### 10 Euro
| Thema der 10-Euro-Münze                                                       | Ausgabedatum     | Auflage |
| ----------------------------------------------------------------------------- | ---------------- | ------- |

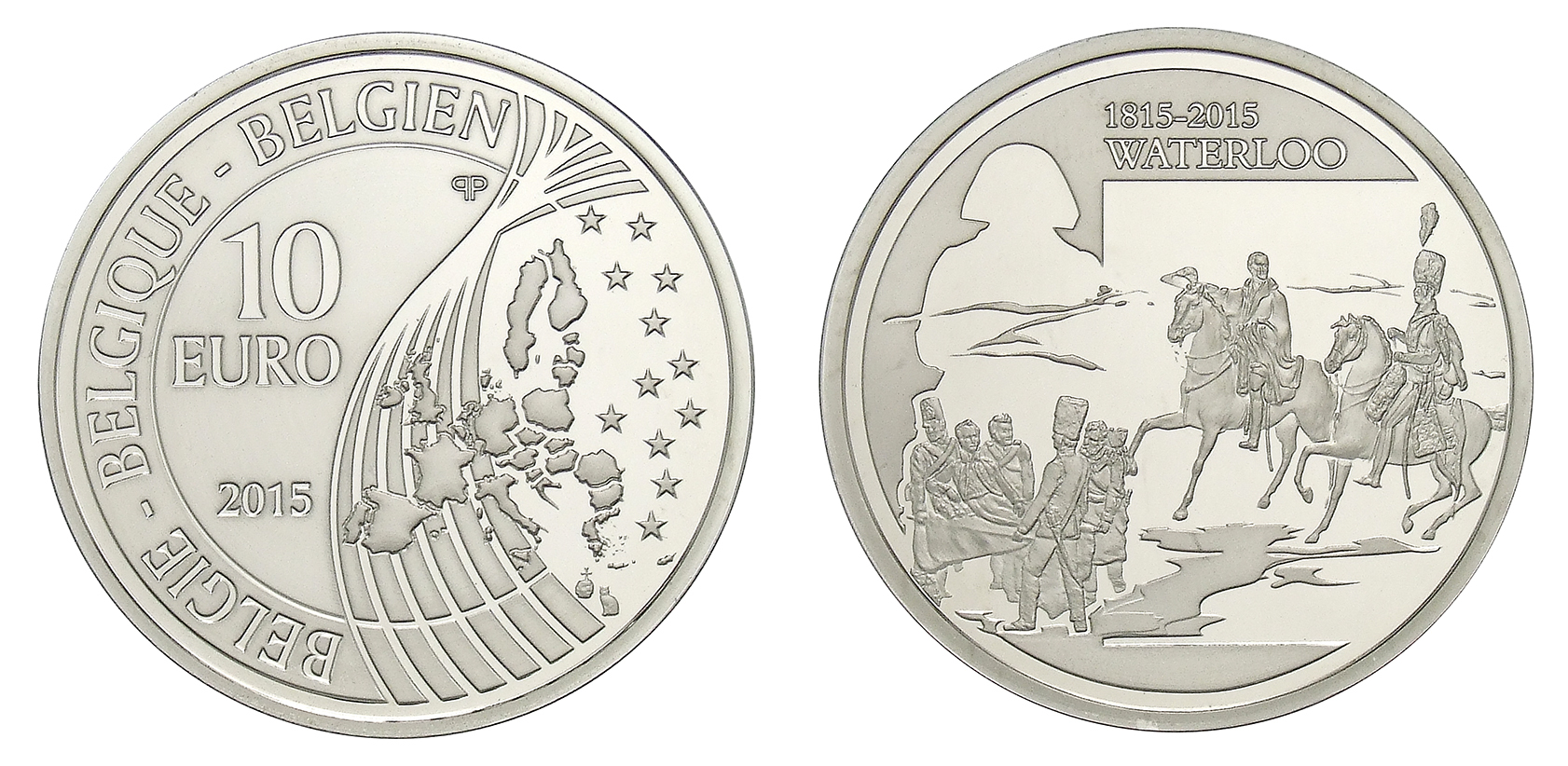
10-Euro-Münze Waterloo von 2015

| Material: 92,5 % Silber 7,5 % Kupfer – Durchmesser: 33 mm – Masse: 18,75 g    |                  |         |
| 50 Jahre Eisenbahnverbindung durch Brüssel von Nord nach Süd                  | 4. Oktober 2002  | 50.000  |
| 100. Geburtstag von Georges Simenon                                           | 10. Februar 2003 | 50.000  |
| EU-Erweiterung                                                                | 4. Januar 2004   | 50.000  |
| 75 Jahre Tim und Struppi                                                      | 30. Juli 2004    | 50.000  |
| Fußballderby Belgien – Niederlande (75 Jahre Heysel-Stadion)                  | 29. April 2005   | 50.000  |
| Frieden und Freiheit (60 Jahre Ende des Zweiten Weltkriegs)                   | Mai 2005         | 50.000  |
| 400. Todestag von Justus Lipsius                                              | April 2006       | 50.000  |
| Minenunglück in Marcinelle                                                    | August 2006      | 48.000  |
| Minenunglück in Marcinelle (Farbmünze mit coloriertem Bergmann)               | August 2006      | 02.000  |
| 50 Jahre Römische Verträge                                                    | 26. März 2007    | 40.000  |
| Internationales Polarjahr – Prinzessin-Elisabeth-Station                      | September 2007   | 50.000  |
| Maurice Maeterlinck – Der blaue Vogel                                         | 7. März 2008     | 20.000  |
| Olympische Sommerspiele 2008 in Peking                                        | April 2008       | 20.000  |
| 500 Jahre Erasmus von Rotterdam – Lob der Torheit                             | Februar 2009     | 15.000  |
| 75. Geburtstag von König Albert II.                                           | 6. Juni 2009     | 15.000  |
| 100 Jahre Afrikanisches Museum                                                | Januar 2010      | 20.000  |
| 100. Geburtstag von Jean Baptiste Reinhardt                                   | 17. Mai 2010     | 20.000  |
| Belgische Tiefseeerkundung – Auguste Piccard mit dem Bathyscaph namens FNRS-2 | Mai 2011         | 15.000  |
| 100 Jahre Entdeckung des Südpols – Roald Amundsen                             | Mai/Juni 2011    | 15.000  |
| Paul Delvaux                                                                  | Juni 2012        | 15.000  |
| Baron de Coubertin                                                            | Juni 2012        | 10.000  |
| 100 Jahre Flandern-Rundfahrt                                                  | Juni 2013        | 10.000  |
| Hugo Claus                                                                    | Juni 2013        | 10.000  |
| 100. Jahrestag des Beginns des Ersten Weltkriegs                              | 2014             | 15.000  |
| 200. Geburtstag von Adolphe Sax                                               | 2014             | 15.000  |
| 200 Jahre Schlacht von Waterloo                                               | 2015             | 10.000  |
| 70 Jahre Frieden in Europa                                                    | 2015             | 10.000  |
| Albert Einstein – 100 Jahre Relativitätstheorie                               | 2016             | 07.500  |
| Belgische Olympia Mannschaft                                                  | 2016             | 10.000  |
| Bahnhof Antwerpen-Centraal                                                    | 2017             | 07.000  |
| 150 Jahre Erstveröffentlichung Buch „Till Eulenspiegel“                       | 2017             | 05.000  |
| 40. Todestag von Jacques Brel                                                 | 2018             | 05.000  |
| Barock und Rokoko – Peter Paul Rubens                                         | 2018             | 07.500  |
| 100. Geburtstag von Briek Schotte                                             | 2019             | 03.000  |
| 450. Todestag von Pieter Bruegel dem Älteren                                  | 2019             | 05.000  |
| 500. Geburtstag von Christophe Plantin                                        | 2020             | 03.000  |
| 630. Geburtstag von Jan van Eyck                                              | 2020             | 05.000  |
| 500 Jahre Ausgabe des Carolus V. Guldens                                      | 2021             | 05.000  |
| 100 Jahre Grabmal des unbekannten Soldaten                                    | November 2022    | 05.000  |
| Hansestädte in Belgien                                                        | 19. Oktober 2023 | 05.000  |
| 75 Jahre NATO                                                                 | April 2024       | 03.000  |
| UNESCO-Welterbe – 25 Jahre neolithische Feuersteinminen in Spiennes           | 25. Juni 2025    | 03.000  |

### 12½ Euro
| Thema der 12½-Euro-Münze                                    | Ausgabedatum     | Auflage |
| ----------------------------------------------------------- | ---------------- | ------- |
| Material: 99,9 % Gold – Durchmesser: 14 mm – Masse: 1,25 g  |                  |         |
| Belgisches Königshaus – Leopold I.                          | November 2006    | 15.000  |
| Belgisches Königshaus – Leopold II.                         | Oktober 2007     | 15.000  |
| Belgisches Königshaus – Albert I.                           | 5. November 2008 | 10.000  |
| Belgisches Königshaus – Leopold III.                        | 1. Oktober 2009  | 05.000  |
| Belgisches Königshaus – König Baudouin I.                   | Oktober 2010     | 05.000  |
| Belgisches Königshaus – Königin Albert II.                  | November 2011    | 06.000  |
| Belgisches Königshaus – Königin Paola                       | 2012             | 06.000  |
| Belgisches Königshaus – Königin Fabiola                     | 2013             | 06.000  |
| Belgisches Königshaus – Königin Astrid                      | 2014             | 06.000  |
| Belgisches Königshaus – Königin Mathilde                    | 2015             | 06.000  |
| Belgisches Königshaus – König Philippe                      | 2015             | 06.000  |
| Belgisches Königshaus – Königin Elisabeth                   | 2016             | 02.000  |
| Belgisches Königshaus – Königin Marie Henriette             | 2017             | 02.000  |
| Belgisches Königshaus – Königin Louise Marie                | 2018             | 02.500  |
| 30 Jahre Fall der Berliner Mauer                            | 2019             | 02.500  |
| 150. Geburtstag von Jane Brigode                            | 2020             | 02.500  |
| Antwerpen – Stadt der Diamanten                             | 2021             | 02.500  |
| Königliche Gewächshäuser in Laken                           | November 2022    | 02.500  |
| 50. Geburtstag von Königin Mathilde                         | März 2023        | 02.500  |
| Material: 90,0 % Gold – Durchmesser: 14 mm – Masse: 1,25 g  |                  |         |
| 25. Hochzeitstag des Königspaares                           | Dezember 2024    | 02.500  |
| Material: 99,99 % Gold – Durchmesser: 14 mm – Masse: 1,25 g |                  |         |
| 65. Geburtstag von König Philippe                           | 15. April 2025   | 02.500  |

### 20 Euro
| Thema der 20-Euro-Münze                                                    | Ausgabedatum     | Auflage |
| -------------------------------------------------------------------------- | ---------------- | ------- |
| Material: 92,5 % Silber 7,5 % Kupfer – Durchmesser: 37 mm – Masse: 22,85 g |                  |         |
| FIFA Fußball-Weltmeisterschaft 2006 in Deutschland                         | 8. Dezember 2005 | 25.000  |
| 100. Geburtstag von Hergé                                                  | 22. Mai 2007     | 50.000  |
| Heiligsprechung von Pater Damian                                           | 8. Oktober 2009  | 15.000  |
| Ein Hund aus Flandern                                                      | 12. Oktober 2010 | 15.000  |
| Thronwechsel Albert II. – Philippe                                         | 2013             | 15.000  |
| 25 Jahre Fall der Berliner Mauer                                           | 2014             | 15.000  |
| 70. Jahre Frieden in Europa – Raub der Europa                              | 2015             | 10.000  |
| 100 Jahre Kommission für das Belgische Hilfswerk                           | 2016             | 02.500  |
| Toots Thielemans                                                           | 2017             | 05.000  |
| 200. Geburtstag von Joseph Poelaert                                        | 2017             | 02.000  |
| 50. Jahrestag des Starts des Forschungssatelliten ESRO-2B                  | 2018             | 05.000  |
| UNESCO-Weltkulturerbe – Historisches Stadtzentrum von Brügge               | 2020             | 02.500  |
| 100. Geburtstag von Roger Raveel                                           | 2021             | 02.500  |
| 150 Jahre Red Star Line                                                    | 4. November 2022 | 02.500  |
| 100 Jahre Sabena                                                           | Mai 2023         | 02.500  |
| Team Belgien bei den Olympischen Sommerspielen in Paris (Farbmünze)        | 25. Juni 2024    | 02.500  |
| 600 Jahre Katholische Universität Leuven                                   | 24. März 2025    | 02.500  |

### 25 Euro
| Thema der 25-Euro-Münze                                     | Ausgabedatum | Auflage |
| ----------------------------------------------------------- | ------------ | ------- |
| Material: 99,9 % Gold – Durchmesser: 18 mm – Masse: 3,11 g  |              |         |
| Olympische Sommerspiele 2008 in Peking                      | April 2008   | 5.000   |
| Karl V.                                                     | 2015         | 1.500   |
| 175 Jahre Königliche Numismatische Gesellschaft von Belgien | 2016         | 0.500   |
| 25 Jahre Vertrag von Maastricht                             | 2017         | 0.750   |
| 10. Todestag von Hugo Claus                                 | 2018         | 1.500   |
| 90. Geburtstag von Audrey Hepburn                           | 2019         | 1.000   |
| 75 Jahre Blake-und-Mortimer-Comics                          | 2021         | 1.000   |

### 50 Euro
| Thema der 50-Euro-Münze                                                   | Ausgabedatum  | Auflage |
| ------------------------------------------------------------------------- | ------------- | ------- |

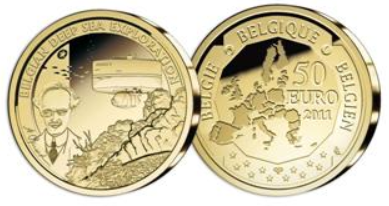
Beide Seiten der goldenen 50-Euro-Münze Belgische Tiefseeerkundung aus dem Jahr 2011

| Material: 99,9 % Gold – Durchmesser: 21 mm – Masse: 6,22 g                |               |         |
| 70. Geburtstag von König Albert II.                                       | 6. Juni 2004  | 10.000  |
| 400. Todestag von Justus Lipsius                                          | August 2006   | 02.500  |
| 50 Jahre Römische Verträge                                                | 26. März 2007 | 02.500  |
| Maurice Maeterlinck – Der blaue Vogel                                     | 7. März 2008  | 02.500  |
| 500 Jahre Erasmus von Rotterdam – Lob der Torheit                         | Februar 2009  | 03.000  |
| 100 Jahre Afrikanisches Museum                                            | Februar 2010  | 03.000  |
| Belgische Tiefseeerkundung – Auguste Piccard mit Tiefsee-Tauchboot FNRS-2 | Mai 2011      | 02.500  |
| 100 Jahre Entdeckung des Südpols – Roald Amundsen                         | 2011          | 02.500  |
| Paul Delvaux                                                              | Juni 2012     | 01.500  |
| 5. Todestag von Hugo Claus                                                | Juni 2013     | 01.000  |
| 200. Geburtstag von Adolphe Sax                                           | 2014          | 01.000  |
| 70 Jahre Frieden in Europa                                                | 2015          | 01.000  |
| Albert Einstein – 100 Jahre Relativitätstheorie                           | 2016          | 01.000  |
| Bahnhof Antwerpen-Centraal                                                | 2017          | 00.750  |
| Barock und Rokoko – Peter Paul Rubens                                     | 2018          | 01.000  |
| 450. Todestag von Pieter Bruegel dem Älteren                              | 2019          | 01.000  |
| 630. Geburtstag von Jan van Eyck                                          | 2020          | 01.000  |
| 500 Jahre Ausgabe des Carolus V. Guldens                                  | 2021          | 01.000  |

### 100 Euro
| Thema der 100-Euro-Münze                                                                                                 | Ausgabedatum      | Auflage |
| --- | ----------------- | ------- |
| Material: 99,9 % Gold – Durchmesser: 29 mm – Masse: 15,55 g                                                              |                   |         |
| 50 Jahre Europäische Gemeinschaft für Kohle und Stahl, Europas Väter – Konrad Adenauer, Robert Schuman, Paul-Henri Spaak | 16. Dezember 2002 | 5.000   |
| 200. Jahrestag der französischen Münzreform von 1803                                                                     | 15. November 2003 | 5.000   |
| EU-Erweiterung | 30. Juli 2004     | 5.000   |
| 175. Jahrestag der Unabhängigkeit Belgiens                                                                               | Oktober 2005      | 5.000   |
| 175 Jahre Haus Sachsen-Coburg und Gotha                                                                                  | November 2006     | 5.000   |
| 175 Jahre Königliche Münze Belgien                                                                                       | Oktober 2007      | 5.000   |
| 50 Jahre EXPO in Brüssel                                                                                                 | 5. November 2008  | 3.000   |
| 50. Hochzeitstag von König Albert II. und Königin Paola                                                                  | 2. Juli 2009      | 5.000   |
| 50. Geburtstag von Kronprinz Philippe                                                                                    | Juni 2010         | 5.000   |
| 150. Geburtstag von Victor Horta                                                                                         | Oktober 2011      | 2.000   |
| 500. Geburtstag von Gerard Mercator                                                                                      | 2012              | 2.000   |
| 20. Todestag von König Balduin                                                                                           | 2013              | 1.500   |
| 500. Geburtstag von Andreas Vesalius                                                                                     | 2014              | 0.500   |
| König Philippe von Belgien                                                                                               | 2015              | 0.750   |
| 100. Todestag von Gabrielle Petit                                                                                        | 2016              | 0.300   |
| 50. Todestag von René Magritte                                                                                           | 2017              | 0.500   |
| 25. Todestag von König Baudouin                                                                                          | 2018              | 0.750   |